# 815 Коппелія
815 Коппелія (815 Coppelia) — астероїд головного поясу, відкритий 2 лютого 1916 року.
Тіссеранів параметр щодо Юпітера — 3,341.